# Прапор Лімузена
Прапор Лімузена — прапор регіону на південному заході центральної частини Франції.